# Буевич, Елена Ивановна
Буевич Елена Ивановна (род. 9 июня 1968, Смела, Черкасская область, Украинская ССР) –  поэт, переводчик.
Лауреат премии Фазиля Искандера (2020) и ряда других премий.

## Биография
Окончила Черкасское музыкальное училище им. С.С. Гулака-Артемовского по специальности преподаватель фортепиано, концертмейстер и Московский Литературный институт им. А.М. Горького (поэзия, руководители семинара Анатолий Жигулин — Игорь Волгин).
Преподавала фортепиано и композицию в Черкасской детской музыкальной школе № 2, работала журналистом в пресс-центре УМВД, фрилансером, редактором отдела «Общество» в  областной газете «Акцент».
Редактировала литературный альманах «Новые страницы» (Черкассы), поэтические сборники местных авторов. Была соорганизатором и членом жюри литературных фестивалей «Летающая Крыша» и «Пушкинское кольцо» (Черкассы).
Произведения переведены на сербский, болгарский и английский языки.
Стихи и переводы публиковались в журналах:
«Новый мир», «Нева», «Наш современник», «Дружба народов», «День и ночь», «Человек на Земле» и «Российский колокол» (Москва), «Парус» (Минск), «Радуга» и «Византийский Ангел» (Киев), «Четвер» (Ивано-Франковск), «Нана» (Чеченская республика), «Странник» (Саранск), «Введенская сторона» (Старая Русса), «Эмигрантская лира» (Бельгия), в альманахах «Истоки-90» и «Никитские ворота» (Москва), «Бийский Вестник» (Алтайский край), «Вітрила» (Киев), «Лава» (Харьков). 
В переводах на сербский – в литературных журналах «Траг», 2014 и «Воштанице» № 2, 2015 (Сербия), альманахе «Ријеч» №. 3-4, 2016 (Литературный клуб Брчко, Босния и Герцеговина), собственные стихи, написанные на сербском языке  - в "Русском Альманахе-21" (Сербия), в переводах на английский – в США.
В 2019 г. книга выполненных Еленой переводов на русский язык стихотворений сербского поэта Данилы Йокановича «Чернило и Вино» стала победителем (Серебряный Витязь) юбилейного X Международного славянского литературного форума «Золотой Витязь» — 2019.
Живет в г. Черкассы, работает журналистом, переводит поэзию с сербского и польского языков.

### Участие в организациях
- Национальный союз журналистов Украины с 1995 года;
- Ассоциация украинских писателей (АУП) с 1997 года; uk:Асоціація українських письменників,
- Союз писателей России с 2007 года.

### Поэтические книги
- «Странница-душа» (Москва, РБП, 1994),
- «Нехитрый мой словарь» (Москва, ОЛМА-ПРЕСС, 2004),
- «Ты —  посредине» (Нижний Новгород, ФГУИПП «Нижполиграф», 2004),
- «Елица» (Черкассы, «Відлуння-Плюс», 2011),
- «Две душе - Две души» (Белград, «Граматик», 2016),
- «Чернила и вино». Данило Йоканович. Книга стихов / Перевод с сербского — Елены Буевич (Киев,  Издательский дом Дмитрия Бураго, 2018),
- «Остаться в Евпатории» (Воронеж, Центральное Чернозёмное книжное издательство, 2019),
- «Повторное путешествие». Данило Йоканович. Книга стихов / Перевод с сербского — Елены Буевич (Москва — Тверь,  Издательство «СТиХи», 2020),
- «Окно, в котором течет Дунай. Современная сербская поэзия в переводах Елены Буевич» (Красноярск, РИЦ "День и ночь", 2021).
- «Явление цветущего абрикоса» (Москва, «СТиХИ», 2021).

### Стихи в антологиях
- «Молитвы русских поэтов XX – XXI вв., второе издание» (Москва, «Вече»)

## Признания
- Диплом Издательского Совета РПЦ в номинации «Дорога к храму» за книгу «Остаться в Евпатории», на XII Международном славянском литературном  форуме «Золотой витязь» ,
- Золотой диплом лауреата XII Международного славянского литературного  форума «Золотой витязь» в номинации "Художественный перевод" за избранные переводы современной сербской литературы на русский язык ,
- Лауреат Международной литературной премии им. Фазиля Искандера 2020 г. за книгу стихотворений «Остаться в Евпатории» ,
- Лауреат IV Международного Славянского литературного форума «Золотой Витязь», «Золотой диплом» за сборник стихотворений «Елица»; ,
- Дипломант Международной Бунинской премии 2017 г. «За поэтическое мастерство и сохранение русского языка в Украине»;,
- Лауреат литературной премии им. Т. Снежиной «за достижения в песенной поэзии»;
- Дипломант в номинации «композитор» фестиваля «Благодатное небо» в Киево-Печерской Лавре; ,
- Дипломант 6-го Международного литературного Волошинского конкурса в номинации  “Перевод стихотворения современного автора с украинского языка”  (стихотворение "Звезда", Юрий Андрухович); ,
- Победитель конкурса потребительской журналистики «Правда для людей» в номинации «Лучшая Интернет-публикация».
- Диплом Митрополита Киевского и всея Украины Владимира в конкурсе «Православная моя Украина» (2009 г., к 1020-летию Крещения Руси) «за развитие современной духовной литературы, направленной на утверждение Православной Веры и Святой Церкви»;
- Специальная Похвала Третьего конкурса "Стихотворения Андричграду 2017", Республика Сербская, Босния и Герцеговина .

### Стихи на сайтах
- «Нева»
- «Новый мир»
- «День и ночь»
- «Эмигрантская лира»
- «Введенская сторона»
- «Камертон» Архивная копия от 4 сентября 2014 на Wayback Machine
- «Камертон» Архивная копия от 4 сентября 2014 на Wayback Machine
- Стихи на украинском языке
- Переводы с сербского языка Архивная копия от 6 сентября 2014 на Wayback Machine
- Стихи в переводах на сербский язык
- в Журнальном зале
- «Камертон» Перевод на русский стихотворений Веры Србинович
- «Дон», 2021, №10-12.

### Статьи о творчестве
- Сергей Алиханов. "Елена Буевич: "А в воздухе, как взвесь, плывут слова и строчки..." ,
- Кудимова Марина Владимировна. "ВОЗДУХ В ПАУЗАХ" о книге Е. Буевич "Остаться в Евпатории" ,
- Михаил Хлебников. "ТРЕТИЙ КРЫМ" о книге Е. Буєвич "Остаться в Евпатории" ,
- Кондакова Надежда Васильевна. "НАПИТАТЬ И СОГРЕТЬ: О творчестве Елены Буевич". ,
- Милославский Юрий Георгиевич. "НЕИЗБЕЖНЫЙ ПОЛЕТ: О стихах Елены Ивановны Буевич". ,
- Владимир Коларић, Србиjа. «ЈЕЛЕНА БУЈЕВИЧ: Две душе (Граматик, 2016)» ,
- Литературная газета, Станислав Минаков о книге Е. Буевич «Елица» ,
- Схід.info «Луганск в очередной раз прославился. Теперь... в песне» ,
- Вячеслав Памурзин "Проснутся древние славяне…" .

### Песни на стихи Елены Буевич
- Оксана Дориченко «Душе моей» ,

### Романсы Елены Буевич (стихи -Юрий Георгиевич Милославский)
- Солги, Любовь! ,
- На берегу Оки ,
- Московская сирень ,
- Вдвоемъ ,
- Танго "Язык цветов" ,
- Танго "Горит ли свет" ,
- Марго (стихи, музыка, исполнение — Е. Буевич) .